# 尖尾曲柄蘚
尖尾曲柄蘚（学名：Campylopus comosus）为曲尾蘚科曲柄蘚屬下的一个种。